# Llista d'espècies de terafòsids (I-Z)
Llista d'espècies de terafòsids, per ordre alfabètic, de la lletra I a la Z, descrites fins al 21 de desembre de 2006. Per a veure la resta d'espècies aneu a la Llista d'espècies de terafòsids (A-H).
| Directori I L M N O P R S T V X Y |

## I

### Idiothele
Idiothele Hewitt, 1919
- Idiothele nigrofulva (Pocock, 1898) (Sud d'Àfrica)

### Iridopelma
Iridopelma Pocock, 1901
- Iridopelma hirsutum Pocock, 1901 (Brasil)
- Iridopelma seladonium (C. L. Koch, 1841) (Brasil)
- Iridopelma zorodes (Mello-Leitão, 1926) (Brasil)

### Ischnocolus
Ischnocolus Ausserer, 1871
- Ischnocolus algericus Thorell, 1875 (Algèria, Tunísia)
- Ischnocolus andalusiacus (Simon, 1873) (Espanya)
- Ischnocolus decoratus Tikader, 1977 (Índia)
- Ischnocolus fasciculatus Strand, 1906 (Etiòpia)
- Ischnocolus fuscostriatus Simon, 1885 (Algèria, Tunísia)
- Ischnocolus hancocki Smith, 1990 (Marroc)
- Ischnocolus holosericeus L. Koch, 1871 (Espanya)
- Ischnocolus jerEUAlemensis Smith, 1990 (Israel)
- Ischnocolus jickelii L. Koch, 1875 (Etiòpia)
- Ischnocolus khasiensis Tikader, 1977 (Índia)
- Ischnocolus maroccanus (Simon, 1873) (Marroc, Algèria)
- Ischnocolus mogadorensis Simon, 1909 (Marroc)
- Ischnocolus numidus Simon, 1909 (Marroc, Algèria)
- Ischnocolus rubropilosus Keyserling, 1891 (Brasil)
- Ischnocolus Síriacus Ausserer, 1871 (Síria)
- Ischnocolus tomentosus Thorell, 1899 (Camerun, Congo)
- Ischnocolus triangulifer Ausserer, 1871 (Itàlia)
- Ischnocolus tripolitanus Caporiacco, 1937 (Líbia)
- Ischnocolus tunetanus Pavesi, 1880 (Tunísia)
- Ischnocolus valentinus (Dufour, 1820) (Espanya)

## L

### Lampropelma
Lampropelma Simon, 1892
- Lampropelma nigerrimum Simon, 1892 (Indonèsia)
- Lampropelma violaceopes Abraham, 1924 (Malàisia, Singapur)

### Lasiodora
Lasiodora C. L. Koch, 1850
- Lasiodora acanthognatha Mello-Leitão, 1921 (Brasil)
- Lasiodora benedeni Bertkau, 1880 (Brasil)
- Lasiodora Bolíviana (Simon, 1892) (Bolívia)
- Lasiodora brevibulba (Valerio, 1980) (Costa Rica)
- Lasiodora carinata (Valerio, 1980) (Costa Rica)
- Lasiodora citharacantha Mello-Leitão, 1921 (Brasil)
- Lasiodora cristata (Mello-Leitão, 1923) (Brasil)
- Lasiodora cryptostigma Mello-Leitão, 1921 (Brasil)
- Lasiodora curtior Chamberlin, 1917 (Brasil)
- Lasiodora differens Chamberlin, 1917 (Brasil)
- Lasiodora difficilis Mello-Leitão, 1921 (Brasil)
- Lasiodora dolichosterna Mello-Leitão, 1921 (Brasil)
- Lasiodora dulcicola Mello-Leitão, 1921 (Brasil)
- Lasiodora erythrocythara Mello-Leitão, 1921 (Brasil)
- Lasiodora fallax (Bertkau, 1880) (Brasil)
- Lasiodora fracta Mello-Leitão, 1921 (Brasil)
- Lasiodora gutzkei (Reichling, 1997) (Belize)
- Lasiodora icecu (Valerio, 1980) (Costa Rica)
- Lasiodora isabellina (Ausserer, 1871) (Brasil)
- Lasiodora itabunae Mello-Leitão, 1921 (Brasil)
- Lasiodora klugi (C. L. Koch, 1841) (Brasil)
- Lasiodora lakoi Mello-Leitão, 1943 (Brasil)
- Lasiodora mariannae Mello-Leitão, 1921 (Brasil)
- Lasiodora moreni (Holmberg, 1876) (Argentina)
- Lasiodora Panamàna (Petrunkevitch, 1925) (Panamà)
- Lasiodora pantherina (Keyserling, 1891) (Brasil)
- Lasiodora parahybana Mello-Leitão, 1917 (Brasil)
- Lasiodora parvior (Chamberlin & Ivie, 1936) (Panamà)
- Lasiodora pleoplectra Mello-Leitão, 1921 (Brasil)
- Lasiodora puriscal (Valerio, 1980) (Costa Rica)
- Lasiodora rubitarsa (Valerio, 1980) (Costa Rica)
- Lasiodora saeva (Walckenaer, 1837) (Uruguai)
- Lasiodora spinipes Ausserer, 1871 (Brasil)
- Lasiodora sternalis (Mello-Leitão, 1923) (Brasil)
- Lasiodora striatipes (Ausserer, 1871) (Brasil)
- Lasiodora subcanens Mello-Leitão, 1921 (Brasil)
- Lasiodora tetrica (Simon, 1889) (Veneçuela)
- Lasiodora trinitatis (Pocock, 1903) (Trinidad)
  - Lasiodora trinitatis pauciaculeis (Strand, 1916) (Trinidad)

### Lasiodorides
Lasiodorides Schmidt & Bischoff, 1997
- Lasiodorides longicolli Schmidt, 2003 (Ecuador, Perú)
- Lasiodorides polycuspulatus Schmidt & Bischoff, 1997 (Perú)
- Lasiodorides rolinae Tesmoingt, 1999 (Perú)
- Lasiodorides striatus (Schmidt & Antonelli, 1996) (Perú)

### Loxomphalia
Loxomphalia Simon, 1889
- Loxomphalia rubida Simon, 1889 (Zanzíbar)

### Loxoptygus
Loxoptygus Simon, 1903
- Loxoptygus coturnatus Simon, 1903 (Etiòpia)
- Loxoptygus ectypus (Simon, 1889) (Etiòpia)
- Loxoptygus erlangeri (Strand, 1906) (Etiòpia)

### Lyrognathus
Lyrognathus Pocock, 1895
- Lyrognathus crotalus Pocock, 1895 (Índia)
- Lyrognathus pugnax Pocock, 1900 (Índia)
- Lyrognathus robustus Smith, 1988 (Malàisia)
- Lyrognathus saltator Pocock, 1900 (Índia)

## M

### Maraca
Maraca Pérez-Miles, 2006
- Maraca cabocla (Pérez-Miles, 2000) (Brasil)
- Maraca horrida (Schmidt, 1994) (Veneçuela, Brasil)

### Mascaraneus
Mascaraneus Gallon, 2005
- Mascaraneus remotus Gallon, 2005 (Maurici)

### Megaphobema
Megaphobema Pocock, 1901
- Megaphobema mesomelas (O. P.-Cambridge, 1892) (Costa Rica)
- Megaphobema peterklaasi Schmidt, 1994 (Costa Rica)
- Megaphobema robustum (Ausserer, 1875) (Colòmbia)
- Megaphobema teceae Pérez-Miles, Miglio & Bonaldo, 2006 (Brasil)
- Megaphobema velvetosoma Schmidt, 1995 (Ecuador)

### Melloleitaoina
Melloleitaoina Gerschman & Schiapelli, 1960
- Melloleitaoina crassifemur Gerschman & Schiapelli, 1960 (Argentina)

### Metriopelma
Metriopelma Becker, 1878
- Metriopelma breyeri (Becker, 1878) (Mèxic)
- Metriopelma coloratum Valerio, 1982 (Panamà)
- Metriopelma drymusetes Valerio, 1982 (Costa Rica)
- Metriopelma familiare (Simon, 1889) (Veneçuela)
- Metriopelma ledezmae Vol, 2001 (Bolívia)
- Metriopelma spinulosum F. O. P.-Cambridge, 1897 (Guatemala)
- Metriopelma variegata (Caporiacco, 1955) (Veneçuela)
- Metriopelma velox Pocock, 1903 (Ecuador)
- Metriopelma zebratum Banks, 1909 (Costa Rica)

### Monocentropus
Monocentropus Pocock, 1897
- Monocentropus balfouri Pocock, 1897 (Socotra)
- Monocentropus lambertoni Fage, 1922 (Madagascar)
- Monocentropus longimanus Pocock, 1903 (Iemen)

### Myostola
Myostola Simon, 1903
- Myostola occidentalis (Lucas, 1858) (Gabon, Camerun)

## N

### Neostenotarsus
Neostenotarsus Pribik & Weinmann, 2004
- Neostenotarsus scissistylus (Tesmoingt & Schmidt, 2002) (Guaiana Francesa)

### Nesiergus
Nesiergus Simon, 1903
- Nesiergus halophilus Benoit, 1978 (Seychelles)
- Nesiergus insulanus Simon, 1903 (Seychelles)

### Nesipelma
Nesipelma Schmidt & Kovarik, 1996
- Nesipelma insulare Schmidt & Kovarik, 1996 (Nevis)

### Nhandu
Nhandu Lucas, 1983
- Nhandu carapoensis Lucas, 1983 (Brasil, Paraguai)
- Nhandu cerradensis Bertani, 2001 (Brasil)
- Nhandu chromatus Schmidt, 2004 (Brasil)
- Nhandu coloratovillosus (Schmidt, 1998) (Brasil)
- Nhandu vulpinus (Schmidt, 1998) (Brasil)

## O

### Oligoxystre
Oligoxystre Vellard, 1924
- Oligoxystre auratum Vellard, 1924 (Brasil)
- Oligoxystre mimeticum (Mello-Leitão & Arlé, 1934) (Brasil)

### Ornithoctonus
Ornithoctonus Pocock, 1892
- Ornithoctonus andersoni Pocock, 1892 (Myanmar)
- Ornithoctonus aureotibialis von Wirth & Striffler, 2005 (Tailàndia)
- Ornithoctonus costalis (Schmidt, 1998) (Tailàndia)

### Orphnaecus
Orphnaecus Simon, 1892
- Orphnaecus pellitus Simon, 1892 (Filipines)

### Ozopactus
Ozopactus Simon, 1889
- Ozopactus ernsti Simon, 1889 (Veneçuela)

## P

### Pachistopelma
Pachistopelma Pocock, 1901
- Pachistopelma concolor Caporiacco, 1947 (Guyana)
- Pachistopelma rufonigrum Pocock, 1901 (Brasil)

### Pamphobeteus
Pamphobeteus Pocock, 1901
- Pamphobeteus antinous Pocock, 1903 (Perú, Bolívia)
- Pamphobeteus augusti (Simon, 1889) (Ecuador)
- Pamphobeteus ferox (Ausserer, 1875) (Colòmbia)
- Pamphobeteus fortis (Ausserer, 1875) (Colòmbia)
- Pamphobeteus insignis Pocock, 1903 (Colòmbia)
- Pamphobeteus nigricolor (Ausserer, 1875) (Colòmbia fins a Bolívia)
- Pamphobeteus ornatus Pocock, 1903 (Colòmbia)
- Pamphobeteus petersi Schmidt, 2002 (Ecuador, Perú)
- Pamphobeteus ultramarinus Schmidt, 1995 (Ecuador)
- Pamphobeteus vespertinus (Simon, 1889) (Ecuador)

### Paraphysa
Paraphysa Simon, 1892
- Paraphysa parvula (Pocock, 1903) (Xile)
- Paraphysa scrofa (Molina, 1788) (Xile, Argentina)

### Phlogiellus
Phlogiellus Pocock, 1897
- Phlogiellus aper (Simon, 1891) (Java)
- Phlogiellus atriceps Pocock, 1897 (Java)
- Phlogiellus baeri (Simon, 1877) (Filipines)
- Phlogiellus bicolor Strand, 1911 (Nova Bretanya)
- Phlogiellus brevipes (Thorell, 1897) (Myanmar)
- Phlogiellus inermis (Ausserer, 1871) (Malàisia fins a Lombok)
- Phlogiellus insularis (Simon, 1877) (Filipines)
- Phlogiellus nebulosus (Rainbow, 1899) (Illes Solomon)
- Phlogiellus ornatus (Thorell, 1897) (Myanmar)
- Phlogiellus subarmatus (Thorell, 1891) (Illes Nicobar)
- Phlogiellus subinermis (Giltay, 1934) (Sud-est d'Àsia)

### PhoneyEUA
PhoneyEUA Karsch, 1884
- PhoneyEUA antilope (Simon, 1889) (Congo)
- PhoneyEUA belandana Karsch, 1884 (República Centreafricana)
- PhoneyEUA bettoni Pocock, 1898 (Kenya)
- PhoneyEUA bidentata Pocock, 1899 (Oest d'Àfrica i Centre)
  - PhoneyEUA bidentata ituriensis Laurent, 1946 (Congo)
- PhoneyEUA bouvieri Berland, 1917 (Madagascar)
- PhoneyEUA buettneri Karsch, 1886 (Gabon)
- PhoneyEUA celerierae Smith, 1990 (costa d'Ivori)
- PhoneyEUA chevalieri Simon, 1906 (Oest d'Àfrica)
- PhoneyEUA cultridens Berland, 1917 (Congo)
- PhoneyEUA efuliensis Smith, 1990 (Camerun)
- PhoneyEUA elephantiasis Berland, 1917 (Congo)
- PhoneyEUA gabonica (Simon, 1889) (Gabon)
- PhoneyEUA giltayi Laurent, 1946 (Congo)
- PhoneyEUA gracilipes (Simon, 1889) (Congo)
- PhoneyEUA gregori Pocock, 1897 (Kenya)
- PhoneyEUA lesserti Dresco, 1973 (República Centreafricana)
- PhoneyEUA manicata Simon, 1907 (Príncipe)
- PhoneyEUA minima (Strand, 1907) (Camerun)
- PhoneyEUA mutica (Karsch, 1885) (Tanzània, Sud-àfrica)
- PhoneyEUA nigroventris (Marx, 1893) (Congo)
- PhoneyEUA principium Simon, 1907 (Príncipe)
- PhoneyEUA rufa Berland, 1914 (Est d'Àfrica)
- PhoneyEUA rutilata (Simon, 1907) (Guinea-Bissau)
- PhoneyEUA westi Smith, 1990 (Angola)

### Phormictopus
Phormictopus Pocock, 1901
- Phormictopus atrichomatus Schmidt, 1991 (Hondures, Dominica)
- Phormictopus auratus Ortiz & Bertani, 2005 (Cuba)
- Phormictopus australis Mello-Leitão, 1941 (Argentina)
- Phormictopus brasiliensis Strand, 1907 (Brasil)
- Phormictopus cancerides (Latreille, 1806) (Índies Occidentals fins a Brasil)
  - Phormictopus cancerides centumfocensis (Franganillo, 1926) (Cuba)
  - Phormictopus cancerides tenuispinus Strand, 1906 (Nova World)
- Phormictopus cautus (Ausserer, 1875) (Sud d'Amèrica)
- Phormictopus cubensis Chamberlin, 1917 (Cuba)
- Phormictopus dubius (Chamberlin, 1917) (desconegut)
- Phormictopus hirsutus Strand, 1907 (Veneçuela)
- Phormictopus melodermus Chamberlin, 1917 (possiblementÍndies Occidentals)
- Phormictopus nesiotes Chamberlin, 1917 (Cuba)
- Phormictopus piephoi Schmidt, 2003 (desconegut)
- Phormictopus platus Chamberlin, 1917 (EUA)
- Phormictopus ribeiroi Mello-Leitão, 1923 (Brasil)

### Phormingochilus
Phormingochilus Pocock, 1895
- Phormingochilus everetti Pocock, 1895 (Borneo)
- Phormingochilus fuchsi Strand, 1906 (Sumatra)
- Phormingochilus tigrinus Pocock, 1895 (Borneo)

### Plesiopelma
Plesiopelma Pocock, 1901
- Plesiopelma flavohirtum (Simon, 1889) (Brasil)
- Plesiopelma gertschi (Caporiacco, 1955) (Veneçuela)
- Plesiopelma imperatrix Piza, 1976 (Brasil)
- Plesiopelma insulare (Mello-Leitão, 1923) (Brasil)
- Plesiopelma longisternale (Schiapelli & Gerschman, 1942) (Argentina, Uruguai)
- Plesiopelma myodes Pocock, 1901 (Uruguai)
- Plesiopelma rectimanum (Mello-Leitão, 1923) (Brasil)
- Plesiopelma semiaurantiacum (Simon, 1897) (Paraguai, Uruguai)

### Plesiophrictus
Plesiophrictus Pocock, 1899
- Plesiophrictus bhori Gravely, 1915 (Índia)
- Plesiophrictus blatteri Gravely, 1935 (Índia)
- Plesiophrictus collinus Pocock, 1899 (Índia)
- Plesiophrictus fabrei (Simon, 1892) (Índia)
- Plesiophrictus guangxiensis Yin & Tan, 2000 (Xina)
- Plesiophrictus linteatus (Simon, 1891) (Índia)
- Plesiophrictus madraspatanus Gravely, 1935 (Índia)
- Plesiophrictus mahabaleshwari Tikader, 1977 (Índia)
- Plesiophrictus meghalayaensis Tikader, 1977 (Índia)
- Plesiophrictus millardi Pocock, 1899 (Índia)
- Plesiophrictus milleti (Pocock, 1900) (Índia)
- Plesiophrictus raja Gravely, 1915 (Índia)
- Plesiophrictus satarensis Gravely, 1915 (Índia)
- Plesiophrictus senffti (Strand, 1907) (Micronèsia)
- Plesiophrictus sericeus Pocock, 1900 (Índia)
- Plesiophrictus tenuipes Pocock, 1899 (Sri Lanka)

### Poecilotheria
Poecilotheria Simon, 1885
- Poecilotheria fasciata (Latreille, 1804) (Sri Lanka)
- Poecilotheria formosa Pocock, 1899 (Índia)
- Poecilotheria hanumavilasumica Smith, 2004 (Índia)
- Poecilotheria metallica Pocock, 1899 (Índia)
- Poecilotheria miranda Pocock, 1900 (Índia)
- Poecilotheria ornata Pocock, 1899 (Sri Lanka)
- Poecilotheria pederseni Kirk, 2001 (Sri Lanka)
- Poecilotheria pococki Charpentier, 1996 (Sri Lanka)
- Poecilotheria regalis Pocock, 1899 (Índia)
- Poecilotheria rufilata Pocock, 1899 (Índia)
- Poecilotheria smithi Kirk, 1996 (Sri Lanka)
- Poecilotheria striata Pocock, 1895 (Índia)
- Poecilotheria subfusca Pocock, 1895 (Sri Lanka)
- Poecilotheria tigrinawesseli Smith, 2006 (Índia)
- Poecilotheria uniformis Strand, 1913 (Sri Lanka)

### Proshapalopus
Proshapalopus Mello-Leitão, 1923
- Proshapalopus amazonicus Bertani, 2001 (Brasil)
- Proshapalopus anomalus Mello-Leitão, 1923 (Brasil)
- Proshapalopus multicuspidatus (Mello-Leitão, 1929) (Brasil)

### Psalmopoeus
Psalmopoeus Pocock, 1895
- Psalmopoeus affinis Strand, 1907 (Índies Occidentals)
- Psalmopoeus cambridgei Pocock, 1895 (Trinidad)
- Psalmopoeus ecclesiasticus Pocock, 1903 (Ecuador)
- Psalmopoeus emeraldus Pocock, 1903 (Colòmbia)
- Psalmopoeus intermedius Chamberlin, 1940 (Panamà)
- Psalmopoeus irminia Saager, 1994 (Veneçuela)
- Psalmopoeus langenbucheri Schmidt, Bullmer & Thierer-Lutz, 2006 (Veneçuela)
- Psalmopoeus maya Witt, 1996 (Belize)
- Psalmopoeus plantaris Pocock, 1903 (Colòmbia)
- Psalmopoeus pulcher Petrunkevitch, 1925 (Panamà)
- Psalmopoeus reduncus (Karsch, 1880) (Costa Rica)
- Psalmopoeus rufus Petrunkevitch, 1925 (Panamà)

### Pseudhapalopus
Pseudhapalopus Strand, 1907
- Pseudhapalopus aculeatus Strand, 1907 (Bolívia)
- Pseudhapalopus spinulopalpus Schmidt & Weinmann, 1997 (Colòmbia)

### Pseudoligoxystre
Pseudoligoxystre Vol, 2001
- Pseudoligoxystre Bolívianum Vol, 2001 (Bolívia)

### Pterinochilus
Pterinochilus Pocock, 1897
- Pterinochilus alluaudi Berland, 1914 (Kenya)
- Pterinochilus chordatus (Gerstäcker, 1873) (Est d'Àfrica)
- Pterinochilus leetzi Schmidt, 2002 (Zambia)
- Pterinochilus lugardi Pocock, 1900 (Sud i Est d'Àfrica)
- Pterinochilus murinus Pocock, 1897 (Angola, Centre, Est i Sud d'Àfrica)
- Pterinochilus simoni Berland, 1917 (Angola, Congo)
- Pterinochilus vorax Pocock, 1897 (Angola, Centre i Est d'Àfrica)

## R

### Reversopelma
Reversopelma Schmidt, 2001
- Reversopelma petersi Schmidt, 2001 (Ecuador o Perú)

## S

### Schismatothele
Schismatothele Karsch, 1879
- Schismatothele lineata Karsch, 1879 (Veneçuela)

### Schizopelma
Schizopelma F. O. P.-Cambridge, 1897
- Schizopelma bicarinatum F. O. P.-Cambridge, 1897 (Mèxic, Amèrica Central)
- Schizopelma masculinum (Strand, 1907) (Guatemala)
- Schizopelma sorkini Smith, 1995 (Mèxic)

### Selenobrachys
Selenobrachys Schmidt, 1999
- Selenobrachys philippinus Schmidt, 1999 (Filipines)

### Selenocosmia
Selenocosmia Ausserer, 1871
- Selenocosmia arndsti (Schmidt & von Wirth, 1991) (Nova Guinea)
- Selenocosmia aruana Strand, 1911 (Illes Aru)
- Selenocosmia compta Kulczyn'ski, 1911 (Nova Guinea)
- Selenocosmia crassipes (L. Koch, 1874) (Queensland)
- Selenocosmia deliana Strand, 1913 (Sumatra)
- Selenocosmia dichromata (Schmidt & von Wirth, 1992) (Nova Guinea)
- Selenocosmia effera (Simon, 1891) (Moluques)
- Selenocosmia fuliginea (Thorell, 1895) (Myanmar)
- Selenocosmia hasselti Simon, 1891 (Sumatra)
- Selenocosmia hirtipes Strand, 1913 (Moluques, Nova Guinea)
- Selenocosmia honesta Hirst, 1909 (Nova Guinea)
- Selenocosmia imbellis (Simon, 1891) (Borneo)
- Selenocosmia insignis (Simon, 1890) (Sumatra)
- Selenocosmia insulana Hirst, 1909 (Sulawesi)
- Selenocosmia javanensis (Walckenaer, 1837) (Malàisia fins a Sulawesi)
  - Selenocosmia javanensis brachyplectra Kulczyn'ski, 1908 (Java)
  - Selenocosmia javanensis dolichoplectra Kulczyn'ski, 1908 (Java)
  - Selenocosmia javanensis fulva Kulczyn'ski, 1908 (Java)
  - Selenocosmia javanensis sumatrana Strand, 1907 (Sumatra)
- Selenocosmia kovariki (Schmidt & Krause, 1995) (Vietnam)
- Selenocosmia kulluensis Chamberlin, 1917 (Índia)
- Selenocosmia lanceolata Hogg, 1914 (Nova Guinea)
- Selenocosmia lanipes Ausserer, 1875 (Moluques, Nova Guinea)
- Selenocosmia lyra Strand, 1913 (Sumatra)
- Selenocosmia mittmannae (Barensteiner & Wehinger, 2005) (Nova Guinea)
- Selenocosmia obscura Hirst, 1909 (Borneo)
- Selenocosmia orophila (Thorell, 1897) (Myanmar)
- Selenocosmia papuana Kulczyn'ski, 1908 (Nova Guinea)
- Selenocosmia peerboomi (Schmidt, 1999) (Filipines)
- Selenocosmia pritami Dyal, 1935 (Pakistan)
- Selenocosmia raciborskii Kulczyn'ski, 1908 (Java)
- Selenocosmia samarae (Giltay, 1935) (Filipines)
- Selenocosmia similis Kulczyn'ski, 1911 (Nova Guinea)
- Selenocosmia stirlingi Hogg, 1901 (Austràlia)
- Selenocosmia strenua (Thorell, 1881) (Nova Guinea, Queensland)
- Selenocosmia strubelli Strand, 1913 (Java, Moluques o Nova Guinea)
- Selenocosmia subvulpina Strand, 1907 (Queensland)
- Selenocosmia sutherlandi Gravely, 1935 (Índia)
- Selenocosmia tahanensis Abraham, 1924 (Malàisia)
- Selenocosmia valida (Thorell, 1881) (Nova Guinea)

### Selenogyrus
Selenogyrus Pocock, 1897
- Selenogyrus Àfricanus (Simon, 1887) (Costa d'Ivori)
- Selenogyrus aureus Pocock, 1897 (Sierra Leone)
- Selenogyrus austini Smith, 1990 (Sierra Leone)
- Selenogyrus brunneus Strand, 1907 (Oest d'Àfrica)
- Selenogyrus caeruleus Pocock, 1897 (Sierra Leone)

### Selenotholus
Selenotholus Hogg, 1902
- Selenotholus foelschei Hogg, 1902 (Territori del Nord)

### Selenotypus
Selenotypus Pocock, 1895
- Selenotypus plumipes Pocock, 1895 (Queensland)

### Sericopelma
Sericopelma Ausserer, 1875
- Sericopelma commune F. O. P.-Cambridge, 1897 (Panamà)
- Sericopelma dota Valerio, 1980 (Costa Rica)
- Sericopelma fallax Mello-Leitão, 1923 (Brasil)
- Sericopelma ferrugineum Valerio, 1980 (Costa Rica)
- Sericopelma generala Valerio, 1980 (Costa Rica)
- Sericopelma immensum Valerio, 1980 (Costa Rica)
- Sericopelma melanotarsum Valerio, 1980 (Costa Rica)
- Sericopelma rubronitens Ausserer, 1875 (Amèrica Central)
- Sericopelma silvicola Valerio, 1980 (Costa Rica)
- Sericopelma striatum (Ausserer, 1871) (Veneçuela)
- Sericopelma upala Valerio, 1980 (Costa Rica)

### Sickius
Sickius Soares & Camargo, 1948
- Sickius longibulbi Soares & Camargo, 1948 (Brasil)

### Sphaerobothria
Sphaerobothria Karsch, 1879
- Sphaerobothria hoffmanni Karsch, 1879 (Costa Rica)

### Stichoplastoris
Stichoplastoris Rudloff, 1997
- Stichoplastoris angustatus (Kraus, 1955) (El Salvador)
- Stichoplastoris asterix (Valerio, 1980) (Costa Rica)
- Stichoplastoris denticulatus (Valerio, 1980) (Costa Rica)
- Stichoplastoris elusinus (Valerio, 1980) (Costa Rica)
- Stichoplastoris longistylus (Kraus, 1955) (El Salvador)
- Stichoplastoris obelix (Valerio, 1980) (Costa Rica)
- Stichoplastoris schusterae (Kraus, 1955) (El Salvador)
- Stichoplastoris stylipus (Valerio, 1982) (Costa Rica, Panamà)

### Stromatopelma
Stromatopelma Karsch, 1881
- Stromatopelma batesi (Pocock, 1902) (Camerun, Congo)
- Stromatopelma calceatum (Fabricius, 1793) (Oest d'Àfrica)
  - Stromatopelma calceatum griseipes (Pocock, 1897) (Oest d'Àfrica)
- Stromatopelma fumigatum (Pocock, 1899) (Río Muni)
- Stromatopelma satanas (Berland, 1917) (Gabon, Congo)

## T

### Tapinauchenius
Tapinauchenius Ausserer, 1871
- Tapinauchenius brunneus Schmidt, 1995 (Brasil)
- Tapinauchenius cupreus Schmidt & Bauer, 1996 (Ecuador)
- Tapinauchenius elenae Schmidt, 1994 (Ecuador)
- Tapinauchenius gigas Caporiacco, 1954 (Guaiana Francesa)
- Tapinauchenius latipes L. Koch, 1875 (Veneçuela)
- Tapinauchenius plumipes (C. L. Koch, 1842) (Surinam)
- Tapinauchenius purpureus Schmidt, 1995 (Guaiana Francesa)
- Tapinauchenius sanctivincenti (Walckenaer, 1837) (St. Vincent)
- Tapinauchenius subcaeruleus Bauer & Antonelli, 1997 (Ecuador)

### Theraphosa
Theraphosa Thorell, 1870
- Theraphosa apophysis (Tinter, 1991) (Veneçuela)
- Theraphosa blondi (Latreille, 1804) (Veneçuela, Brasil, Guyana)

### Thrixopelma
Thrixopelma Schmidt, 1994
- Thrixopelma cyaneolum Schmidt, Friebolin & Friebolin, 2005 (Perú)
- Thrixopelma ockerti Schmidt, 1994 (Perú)
- Thrixopelma pruriens Schmidt, 1998 (Xile)

### Thrigmopoeus
Thrigmopoeus Pocock, 1899
- Thrigmopoeus insignis Pocock, 1899 (Índia)
- Thrigmopoeus truculentus Pocock, 1899 (Índia)

### Tmesiphantes
Tmesiphantes Simon, 1892
- Tmesiphantes chickeringi Caporiacco, 1955 (Veneçuela)
- Tmesiphantes minensis Mello-Leitão, 1943 (Brasil)
- Tmesiphantes nubilus Simon, 1892 (Brasil)
- Tmesiphantes physopus Mello-Leitão, 1926 (Brasil)

### Trichognathella
Trichognathella Gallon, 2004
- Trichognathella schoenlandi (Pocock, 1900) (Sud-àfrica)

## V

### Vitalius
Vitalius Lucas, Silva & Bertani, 1993
- Vitalius buecherli Bertani, 2001 (Brasil)
- Vitalius dubius (Mello-Leitão, 1923) (Brasil)
- Vitalius longisternalis Bertani, 2001 (Brasil)
- Vitalius lucasae Bertani, 2001 (Brasil)
- Vitalius paranaensis Bertani, 2001 (Brasil, Argentina)
- Vitalius roseus (Mello-Leitão, 1923) (Brasil)
- Vitalius sorocabae (Mello-Leitão, 1923) (Brasil)
- Vitalius vellutinus (Mello-Leitão, 1923) (Brasil)
- Vitalius wacketi (Mello-Leitão, 1923) (Brasil)

## X

### Xenesthis
Xenesthis Simon, 1891
- Xenesthis immanis (Ausserer, 1875) (Panamà fins a Veneçuela)
- Xenesthis intermedia Schiapelli & Gerschman, 1945 (Veneçuela)
- Xenesthis monstrosa Pocock, 1903 (Colòmbia)

## Y

### Yamia
Yamia Kishida, 1920
- Yamia bundokalbo (Barrion & Litsinger, 1995) (Filipines)
- Yamia muta (Giltay, 1935) (Filipines)
- Yamia watasei Kishida, 1920 (Taiwan)